# Wuza Zadran (district)
Wuza Zadran (alternatieve spelling: Jadran) is een van de 11 districten van de provincie Paktiyā in Afghanistan. Wuza Zadran heeft 22.000 inwoners. Het districtscentrum ligt in Jadran.

## Bestuurlijke indeling
Het district Wuza Zadran is onderverdeeld in 49 plaatsen:
- Jikhay
- Ayubkhel
- Uzda Psha
- Capruna
- Kachkey
- Laghoray
- Gulkhan kalay
- Salmankhel
- Sorikhel
- Haki Kalay
- Ali Kot
- Khoja Kalay
- Dawar
- Mita
- Sorna
- Ghorka Kalay
- Khand
- Asmani
- Lukmani
- Ahmadbeg
- Ewadzkhel
- Haqdadkhel
- Zawara
- Shah kalay
- Karezgay
- Rojikhel
- Peshano Kot
- Qadar Kot
- Kandaw Kot
- Kandaw Kalay
- Dokanha-i-Mirajan
- Bara Waze
- Obashtay
- Koza Waze
- Lota
- Ghorke Kholeh
- Nasirkhel
- Laka Tiza
- Bagh kahol
- Hawaskhel
- Shahid Kalay
- Alimohammad Khel
- Kackay
- Metikhel
- Mastaka
- Shelam
- Shang
- Kharkhel
- Jadran

Ahmadabad · Chamkani · Dand-Wa-Patan · Gardez · Jaji · Jani Khel · Lija Ahmad Khel · Sayid Karam · Shwak · Wuza Zadran · Zurmat